# Porte de Metz (Toul)
Pour l’article homonyme, voir Porte de Metz (Verdun).
À l’origine porte Royale, la porte de Metz est l’unique porte subsistante dans son élévation d’origine dans les fortifications de Toul.  

## Histoire
Côté campagne, en avant du pont, la demi-lune de protection n’existe plus et les fossés alentour comblés. Le pont dormant (fin XVIIIe) est suivi d’un pont levis, dont la flèche a été remplacée dans les années 1849-1850 par un système Poncelet. L’ensemble du mécanisme, bien conservé, monte les masselottes de fonte constituant un contrepoids à masse variable.
Le passage est composé de voûtes successives renforcées par des arcs de décharge. La trace de gorge montre la présence d’une herse.
Côté ville, ce passage est surmonté d’un pavillon fortement remanié en 1849-1850. Cependant, on retrouve l’ordonnancement classique d’origine. Un corps central est encadré par deux ailes. Trois voutes en plein cintre marquent le passage. L’arc central est plus grand. Au-dessus, le fronton marque l’axe principal sur lequel s’appuient les deux ailes traitées avec plus de simplicité.
Le 30 août 2015, la porte de Metz est victime d'un violent incendie, détruisant la toiture et fragilisant les murs, ce qui a entrainé la fermeture de son passage piéton.
La porte de Metz est inscrite au titre des monuments historiques par arrêté du 24 octobre 1929.

## Description
Elle est composée d’une porte encadrée par deux imposants pilastres à bossage supportant un fronton. Les pierres sont restées en l’attente d’être sculptées.